# Museo Morikami y Jardín Japonés
El Museo Morikami y Jardín Japonés (en inglés, Morikami Museum and Japanese Gardens) es un centro de cultura y arte japonés ubicado al oeste de Delray Beach, Florida, Estados Unidos.
El campus incluye dos edificios del museo, los jardines japoneses "Roji-en": Jardín de las gotas del rocío, jardín de bonsais, una tienda de regalos del museo y el restaurante del café Cornell, que se encuentra incluido en la "Food Network" (red del alimento). 
Las exposiciones itinerantes se exhiben en ambos edificios, y las demostraciones, incluyendo ceremonias de té y clases, se celebran en el edificio principal. Los festivales japoneses tradicionales se celebran varias veces al año. 

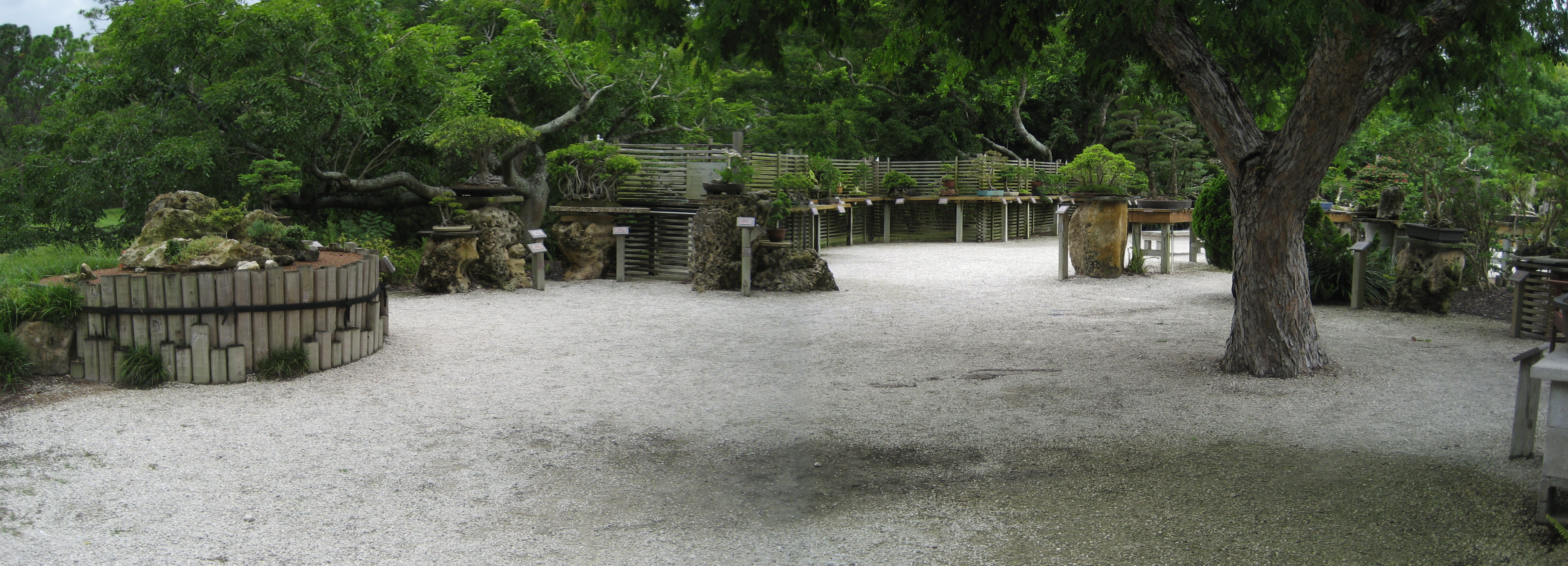
Jardín de bonsái del Museo Morikami y Jardín Japonés

## Localización
Su domicilio es: 4000 Morikami Park Road, Delray Beach, FL 33144 Palm Beach County, en los Estados Unidos.
Planos y vistas satelitales.26°25′33.06″N 80°8′55.61″O / 26.4258500, -80.1487806
Está abierto todos los días del año y se paga una tarifa de entrada.

## Historia
El parque y el museo honran la memoria de George Morikami, nacido en Miyazu, Japón, quien donó su granja al Condado de Palm Beach para que se utilizara como parque. 
El museo abrió en 1977, en un edificio que ahora se denomina Yamato-kan.
El edificio principal del museo se abrió en 1993. La construcción de los jardines Roji-en comenzó en 1993.
El museo y los jardines de Morikami albergan una serie de festivales de influencia japonesa cada año, incluido Oshogatsu (año nuevo) en enero, Hatsume (primavera) festival en febrero, Kodomo no hi (día de los niños) en abril, y festival del Bon en agosto.